# 短頸潘龍屬
短頸潘龍屬（學名：Brachytrachelopan）是叉龍科恐龍的一屬，頸部非常短，生存於侏羅紀晚期的阿根廷。正模標本（編號MPEF-PV 1716）是唯一已知的標本，是發現於阿根廷丘布特省的Cañadón Cálcero地層，來自於一個被河流侵蝕的砂岩露頭。雖然該標本是不完整，但發現時關節仍然是連接的，這些骨骼包括了8節頸椎、12節背椎及3節薦椎，以及後段頸部肋骨的近端部份、左股骨的遠端部份、左脛骨的近端部份、以及右腸骨。標本的大部份可能在發現前，就因侵蝕作用而被破壞。
模式種是梅氏短頸潘龍（B. mesai）。屬名意為「短頸的潘」，潘是希臘神話的牧神；種名是為紀念丹尼爾·梅薩（Daniel Mesa），他是當地的牧羊人，在尋找遺失羊時發現這個標本。

## 古生態學

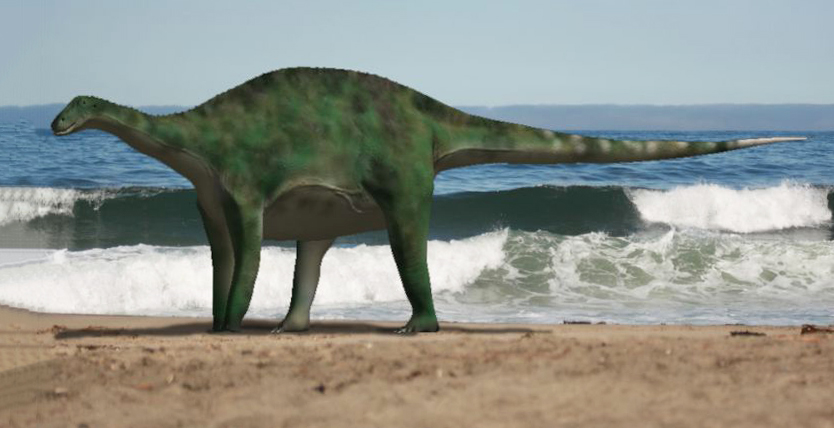
短頸潘龍的想像圖

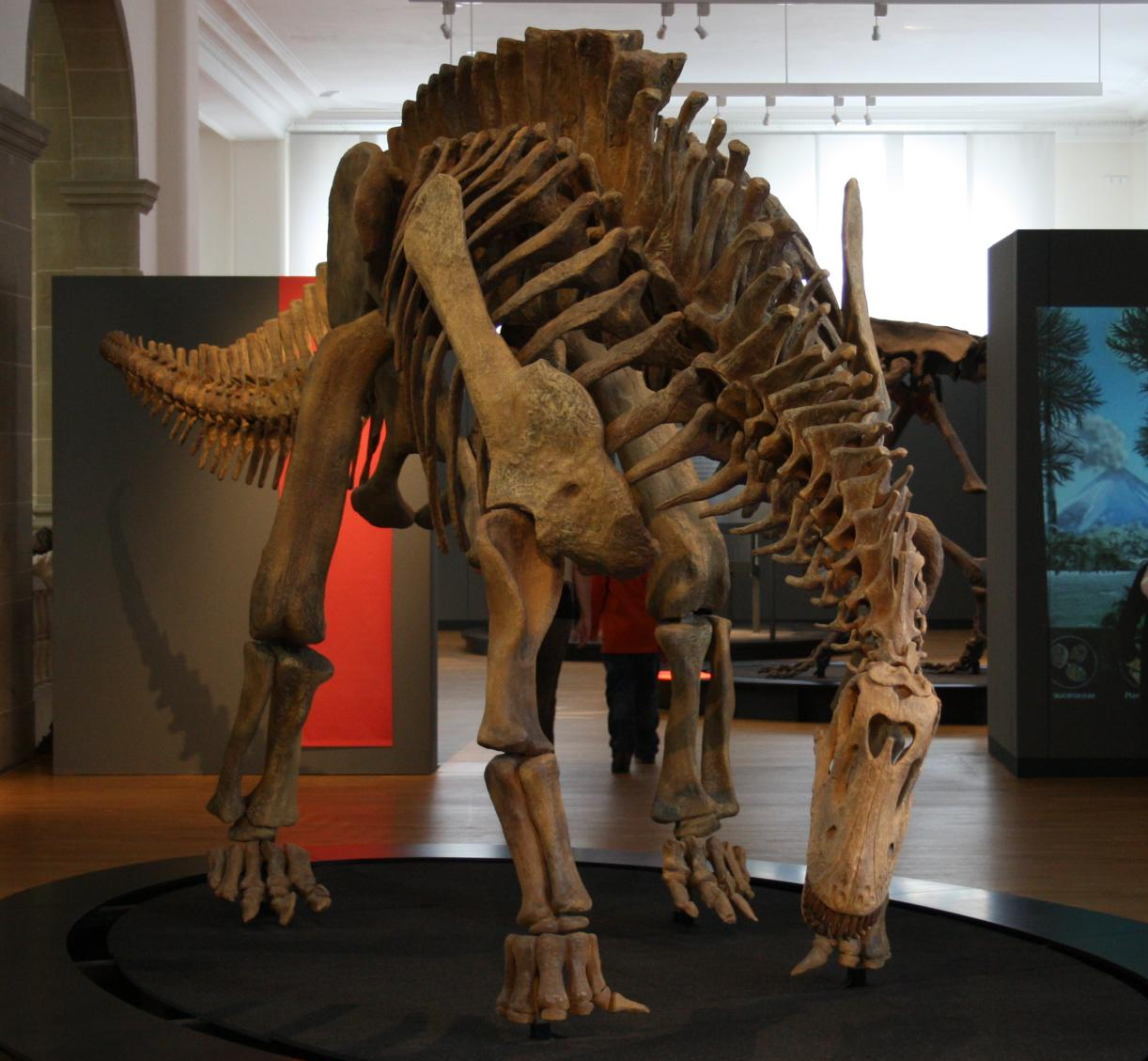
短頸潘龍的骨架模型

短頸潘龍的頸部非常短，比其他叉龍科的頸部短40%，是頸部最短的蜥腳下目恐龍。叉龍科的短頸部非常獨特，在這個下目中形成了一個獨立的生態位。短頸潘龍的身長估計小於10米長。奧利佛·勞赫（Oliver Rauhut）發現其神經弓及椎體有高度的癒合，而薦椎椎體與其神經弓、神經棘之間也出現這種癒合，顯示這個正模標本並非幼年個體。所以這個小型的軀體並非個體發生學的幼年成長階段。
由於叉龍科都有短頸部的趨勢，與大部份蜥腳下目的長頸部（如腕龍科、泰坦巨龍類及梁龍科等）情況相反，奧利佛·勞赫推測短頸潘龍、阿馬加龍、及叉龍是因攝食低矮植被及特定的食物來源，而逐漸產生短頸部的適應特徵。此外，短頸潘龍的頸椎神經弓形態，嚴重地限制頸部的背側方向彎曲，顯示牠們只能以離地面1-2米高的植物為食。奧利佛·勞赫提出短頸潘龍的食性可能是其體型小的原因，並將牠們列為與大型禽龍類相同的生態位。在晚侏羅紀的岡瓦那大陸，並沒有大型的禽龍類，而生存者很多叉龍科；相反在同一時期的北美洲相似生態系統，卻生存著很多大型禽龍類，而沒有叉龍科。可見大型禽龍類及叉龍科有類似的生態位，這是在兩個不同恐龍演化支進行平行演化的特徵。

## 種系發展
奧利佛·勞赫指出短頸潘龍與其他蜥腳下目的不同處在於，個別頸椎的前後長度相當，或短於後段頸椎；其他的衍徵包括：頸椎有明顯、柱狀的中後椎骨關節突骨板，中段頸部的神經棘明顯的向前傾斜，而棘尖超過椎體的前端，第1至6前背椎的神經棘有垂直的基部及往前傾斜的前端。
根據27個蜥腳下目及154個解剖學特徵的親緣分支分類法研究，奧利佛·勞赫將短頸潘龍分類在叉龍科之中，而且與晚侏羅紀非洲的叉龍是姊妹分類單元，而非白堊紀早期南美洲的阿馬加龍。這明顯是一種迅速的演化擴散，顯示叉龍科在侏羅紀中期因南半球及北半球大洲的分裂而散佈。

## 外部連結
- http://news.nationalgeographic.com/news/2005/06/0601_050601_stubby_dino.html （页面存档备份，存于）